# Feststellungsort
Als Feststellungsort wird in der Kriminalistik derjenige Ort bezeichnet, an dem festgestellt wird, dass eine Straftat begangen worden ist. Der Feststellungsort kann sich somit vom Tatort unterscheiden. Dieser Umstand findet sich häufig bei Straftaten im Zusammenhang mit Seefahrt, Luftfahrt oder sonstigen Transportvorgängen; beispielsweise Diebstahl einer Ladung während einer Lenkpause, der erst am Zielort des LKW auffällt.
Auch im Zusammenhang mit illegalem Grenzübertritt ist der Feststellungsort, der Ort der Anhaltung und Kontrolle, oftmals nicht gleich dem Tatort, dem unmittelbaren Einreiseort.